# Totodile
Totodile is een kleine krokodilachtige Pokémon, een fictief wezen dat voorkomt in de Pokémonspellen.
Samen met Chikorita en Cyndaquil, is hij een starterpokémon van de tweede generatie. Totodile is van het type Water en komt vooral voor op vochtige plekken. Hij heeft een blauwe huid en wat rode uitsteeksels op zijn rug en staart. Totodile kan tweemaal evolueren. Op level 18 evolueert hij in een Croconaw. Deze Pokémon is ietsjes groter, krachtiger en ziet er wat gemener uit. Croconaw is over het algemeen redelijk sterk. Ook Croconaw evolueert weer. Op level 30 evolueert Croconaw in een Feraligator. Feraligator is groter dan een gemiddelde mens. Met zijn grote kaken en krachtige water-aanvallen kan hij makkelijk zijn vijanden verslaan. Feraligator is de eindfase van Totodile.

## Ruilkaartenspel
Er bestaan twaalf standaard Totodile kaarten, waarvan twee enkel in Japan uitgebracht zijn. Verder bestaat er nog één Totodile M-kaart, ook enkel in Japan. Al deze kaarten hebben het type Water als element. Ook bestaat er nog één type Lightning Totodile δ-kaart.